# Iliya Dyakov
Ilia Dyakov (Dobrich, 29 de setembro de 1963) é um ex-futebolista profissional búlgaro, que atuava como defensor.

## Carreira
Ilia Dyakov fez parte do elenco da Seleção Búlgara de Futebol da Copa do Mundo de 1986 